# II. Khsajársá perzsa király
II. Khsajársá (görögösen Ξέρξης, II. Xerxész, óperzsa 𐎧𐏁𐎹𐎠𐎼𐏁𐎹, Xšayāŗšā, újperzsa خشیارشا, Ḫšayāršā, [xæʃæjɔːrˈʃɔː] ? – Kr. e. 423 januárja) perzsa király Kr. e. 424-től a haláláig.

## Élete
I. Artakhsaszjá egyetlen törvényes fiaként született, és édesapja halála után, Kr. e. 424-ben lépett a trónra. Nem uralkodhatott sokáig, ugyanis alig 45 nap múlva féltestvére, Sogdianos pár eunuch segítségével megölette.